# Lakewood (Colorado)
Lakewood é uma cidade localizada no Condado de Jefferson no estado do Colorado,  Estados Unidos. Foi incorporada em 1969 e na ocasião sua população já era de 90 000 habitantes, fazendo de Lakewood uma das maiores cidades do país.
O desenvolvimento urbano/suburbano da comunidade conhecida como Lakewood começou em 1889 por Charles Welch and W.A.H. Loveland. Loveland o antigo presidente da Companhia Central de Caminhos-de-Ferro do Colorado reformou-se e foi morar para Lakewood, depois de morar muitos anos perto de Golden.
Segundo o censo nacional de 2010, a sua área é de 114,11 km², dos quais 3 km² estão cobertos por água. Sua população é de 142 980 habitantes, e sua densidade populacional é de 1 287,43 hab/km². É a quinta cidade mais populosa do estado. A cidade possui 65 758 residências, que resulta em uma densidade de 592,10 residências/km².
Lakewood é casa da prestigiada Lakewood High School, sendo distinguida pela Newsweek como a melhor escola do estado.
A escola de Lakewood também é muito famosa aos brasileiros que assistem filmes. 